# Erich Maria Remarque

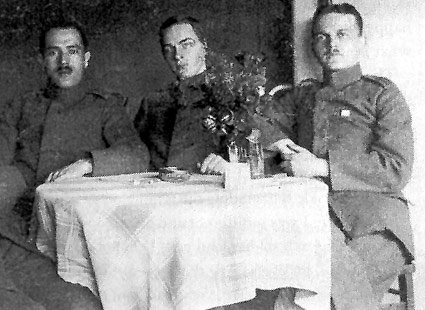
Erich Remark (midden) als soldaat in de Eerste Wereldoorlog

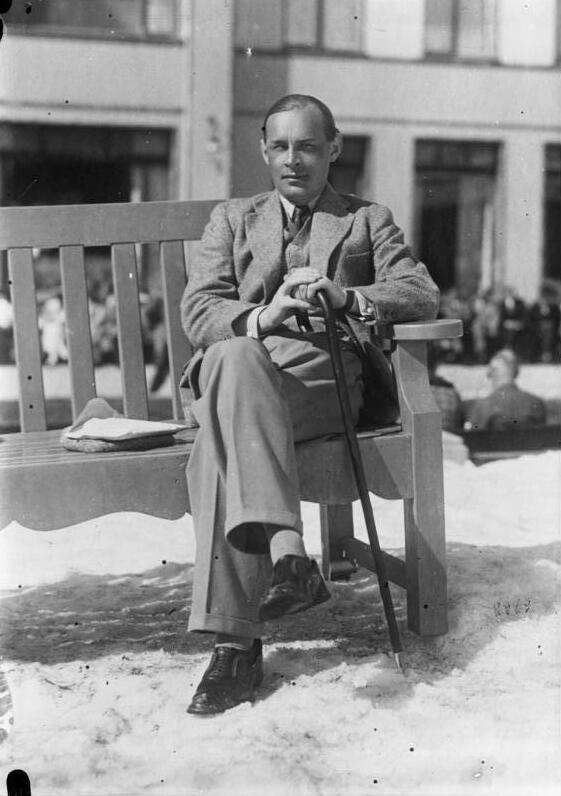
Erich Maria Remarque in Davos, ca. 1929

Erich Maria Remarque, eigenlijk Erich Paul Remark (Osnabrück, 22 juni 1898 – Locarno, 25 september 1970) was een Duitse romanschrijver, vooral bekend door Vom Westen nichts Neues (All Quiet on the Western Front / Van het westelijk front geen nieuws) (1929) en andere (anti)oorlogsromans. Nadat zijn Duitse nationaliteit door het nazi-regime in 1938 was ingetrokken, verkreeg hij in 1947 die van de Verenigde Staten van Amerika. In zijn geboorteland werd hem in 1967 het 'Großes Bundesverdienstkreuz' toegekend.

## Naam
Remarque werd geboren als Remark, wat officieel altijd zijn achternaam is gebleven. Hij herstelde de originele Franse spelling van zijn familienaam "Remarque" (die in de 19e eeuw was veranderd in "Remark") om zich te distantiëren van zijn eerste roman Die Traumbude uit 1920, waar hij niet meer achter stond.
Via een ongebruikelijke vorm van adoptie kocht hij in 1926 een adellijke titel, "Freiherr von Buchwald", die hij in de praktijk nauwelijks gebruikt heeft.
In 1929 veranderde hij zijn tweede voornaam "Paul" in "Maria" om zowel zijn overleden moeder als de bewonderde Rainer Maria Rilke te eren. Als pseudoniem probeerde hij fantasienamen als "Ernst Winter", "Juan de Lavalette" en "Kai Henriksen", totdat hij in 1929 de niet-officiële naam "Erich Maria Remarque" ging gebruiken, als schrijversnaam en ook privé. Vrienden en vriendinnen noemden hem "Boni".

## Leven en werk

### Jeugdjaren
Zijn rooms-katholieke ouders, de boekbinder Peter Franz Remark (1867–1954) en Anna Maria Remark geboren Stallknecht (1871–1917), waren van bescheiden afkomst. Hij had een jonggestorven broertje Theodor Arthur Remark (1896–1901) en twee zussen Erna Remark (1900-1978) en Elfriede Maria Scholz geb. Remark (1903-1943) → voor haar lot zie verderop in dit artikel.
Kort voor zijn geboorte in 1898 was het gezin verhuisd van Wanne bij Herne naar Osnabrück. In die stad verhuisden ze tot aan 1914 tien keer, steeds naar een volgend, pas opgeleverd nieuwbouwhuis dat goedkoop verhuurd werd zolang de muren nog niet droog waren.
Erich Remark bezocht achtereenvolgens twee 'Volksschulen' (lagere scholen). Daarna volgde hij de katholieke 'Präparandenschule', de driejarige voorbereidingsklas van de onderwijzersopleiding. In 1915 werd hij toegelaten tot het katholieke Königliche Volksschullehrer-Seminar in Osnabrück.

### Eerste Wereldoorlog
Tijdens zijn studie werd hij in 1916 opgeroepen om zijn legerdienst in de Eerste Wereldoorlog te vervullen. Hij werd ingedeeld bij de 2. Kompagnie des Feld-Rekruten-Depots der 2. Garde-Reserve-Division. Remark vocht in de loopgravenoorlog aan het Westelijk Front en raakte verscheidene keren gewond. Nadat hij op 31 juli 1917 bij Torhout in West-Vlaanderen door scherven van een shrapnelgranaat was geraakt in linkerbeen, rechterarm en nek, verbleef hij tot kort voor het eind van de oorlog in een Duits militair hospitaal in Duisburg. Als verdienstelijk en dapper oorlogsveteraan werd hij in 1918 beloond met het IJzeren Kruis 1e klasse. 
Door zijn ervaringen als soldaat in het Deutsches Heer kreeg hij een levenslange afkeer van het militarisme, vooral het zinloos bloedvergieten. Zijn in de oorlog opgedane pacifistische overtuiging droeg hij uit in vrijwel zijn gehele literaire oeuvre.

### Jaren twintig
Na de Eerste Wereldoorlog maakte hij zijn onderwijzersopleiding af. Hij gaf in 1919-1920 les aan een dorpsschool in Lohne (Wietmarschen), maar hierin zag hij niet zijn toekomst. Daarna was hij actief in allerlei uiteenlopende banen: steenhouwer, verkoper van grafstenen, bibliothecaris, zakenman, journalist, tekstschrijver, organist van de kloosterkerk van de psychiatrische kliniek Gertrudenberg bij Osnabrück en testrijder voor het Berlijnse bandenbedrijf Continental Caoutchouc-Compagnie. Zijn schrijfcarrière startte hij als toneelcriticus voor het Osnabrücker Tageblatt en de Osnabrücker Landeszeitung.
In 1920 verscheen Die Traumbude, zijn debuutroman. Later zei hij blij te zijn dat dit boek nauwelijks aandacht getrokken had; hij wilde het niet laten herdrukken. In een brief aan de bewonderde Stefan Zweig twijfelde hij sterk aan de toekomst van zijn schrijverschap. Hij werd in 1925 redacteur van Sport im Bild, waarin hij in 1927-1928 zijn tweede roman Station am Horizont als feuilleton publiceerde. Dit oppervlakkige automobilistenverhaal paste bij zijn vlotte leefstijl, maar hij kwam ook ver in zijn pogingen Sport im Bild te transformeren van een sport-, roddel- en modeblad naar een serieuzer literair en kunstzinnig periodiek. Daartoe wist hij invloedrijke auteurs aan te werven als Bertolt Brecht, Robert Musil, Robert Walser, Robert Neumann en Carl Zuckmayer. In deze periode begonnen ook de oorlogstrauma's op te spelen die zijn leven en werk steeds meer gingen bepalen.
Hij was van 1925 tot 1930 in Berlijn gehuwd met Ilse Jutta Ingeborg Ellen Zambona (1901-1975), bijgenaamd "Peter" en bekend als de Italiaans-Deens-Duitse actrice en danseres "Jeanne Zamboul". Ze scheidden na een stormachtig huwelijk, maar kwamen niet los van elkaar, ondanks relaties met anderen. Van 1938 tot 1957 waren ze opnieuw getrouwd.

### Successchrijver

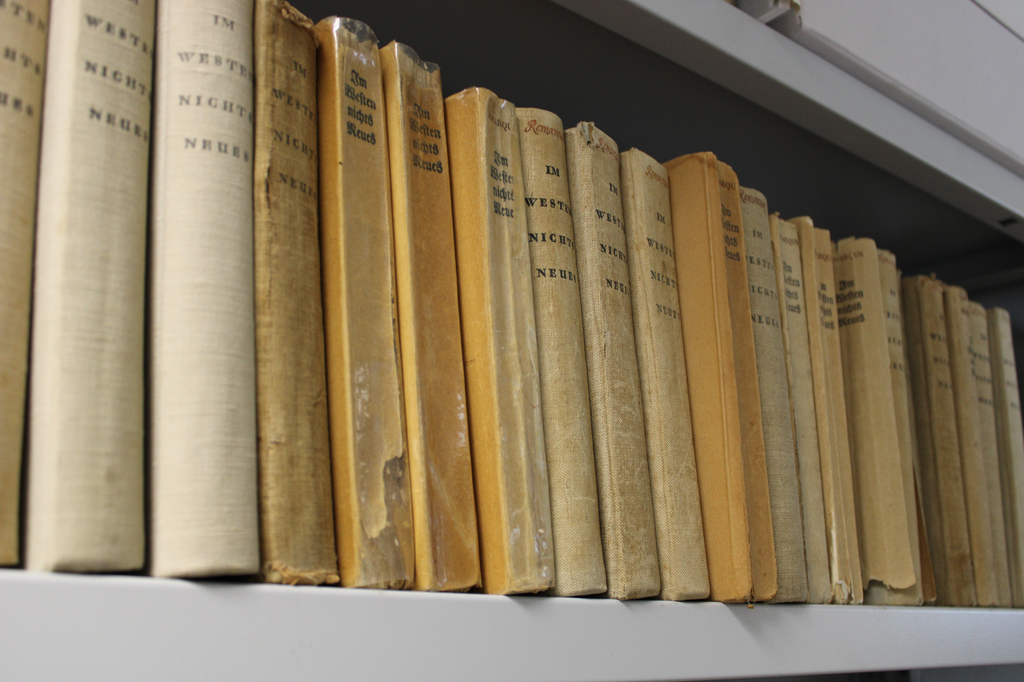
Minstens 20 verschillende drukken van Im Westen nichts Neues

Op 31 januari 1929 verscheen zijn derde, eigenlijk eerste 'echte' roman Im Westen nichts Neues, die eind 1928 als feuilleton in de Vossische Zeitung gepubliceerd was, in boekvorm. Het werd meteen zijn meest succesvolle boek, dat hem wereldroem bezorgde. Daarin gaf hij de ervaringen weer van Duitse frontsoldaten in de Eerste Wereldoorlog. Het pacifistisch en antimilitaristisch getoonzette boek confronteerde de lezers keihard met de tragische andere kant van de oorlogsmedailles. Het verhaal is gebaseerd op eigen belevenissen, al is de fictieve ik-persoon Paul Bäumer zeker niet een-op-een als Remarques alter ego te beschouwen.
Het boek riep in het Duitsland van de Weimarrepubliek veel weerstand op door de na de oorlog heersende nationalistische stemming. Vijf dagen na verschijning van de eerste aflevering van de feuilletonversie in de Vossische Zeitung was hij al op staande voet ontslagen als redacteur van Sport im Bild. De eerste uitgever aan wie hij het manuscript aanbood, S. Fischer Verlag, weigerde. Daarna durfde het eveneens linksliberale Ullstein Verlag de uitgave wel aan en bracht de roman uit onder de imprint Propyläen. Ondanks (of dankzij) de enorme politieke controverse werden in het eerste jaar al 1,2 miljoen exemplaren verkocht. Ook internationaal was de roman een onmiddellijk succes. 
Im Westen nichts Neues geldt als een klassieker in de twintigste-eeuwse wereldliteratuur. Dankzij dit boek werd Remarque in 1931 genomineerd voor twee Nobelprijzen tegelijk: voor de Vrede en voor Literatuur. Zo vroeg in zijn schrijfcarrière kreeg hij geen van beide; later werd hij niet meer genomineerd.

#### In het Nederlands
De Nederlandse vertaling door Annie Salomons onder de titel Van het westelijk front geen nieuws verscheen vrijwel direct bij uitgeverij Erven J. Bijleveld te Utrecht en behaalde in 1929 al 54.000 verkochte exemplaren in negen drukken. J.C. Bloem schreef in De Gemeenschap:
"Wat is het voortreffelijke van Remarque's boek? [...] Het ligt hierin, dat men voortdurend merkt, met een prozaschrijver te doen te hebben, die zijn vak volkomen beheerscht, zoozeer, dat - hoogste lof - de gewone lezer er niets van zal merken. [...] Maar achter deze schijnbare ongedwongenheid zit berekening, niet in den nuchteren zin des woords, maar in de beteekenis van artistieke overwogenheid. De tafereelen zijn alle voortreffelijk gekozen en zoo, dat zij, al schijnen zij op zich zelf vaak niet meer dan detailschildering, in hun geheel toch een beeld geven van den geheelen oorlog, zooals de schrijver dien ziet, van het leven der soldaten bij het regiment, in de loopgraaf en met verlof, de komische zoowel als de tragische, de spannende zoowel als de vervelende kant ervan. En in al deze dingen toont Remarque zich een meester".
Bloem had wel kritiek op het laten sneuvelen van de hoofdfiguur en ik-verteller Paul Bäumer op de laatste bladzijde:
"Dit is blijkbaar gedaan om de pakkende titel te kunnen handhaven, maar het is een artistieke fout en zelfs meer dan dat".
Dit oordeel werd met argumenten weerlegd door Martinus Nijhoff, die afsloot met:
"Aanmerkingen passen niet bij een monument en een meesterwerk. Wat we zoeken zijn verklaringen en beter verstaan. En misschien vinden we, allereerst, dat het ‘een artistieke deugd en zelfs meer dan dat’ is, de ‘ik’ te laten sneuvelen".
Het grote publiek stoorde zich niet aan deze discussie tussen twee van Nederlands bekendste dichters. Het boek is vele malen herdrukt. Omstreeks 2000 liet Bijleveld een nieuwe vertaling maken door Ronald Jonkers.

### Thematiek

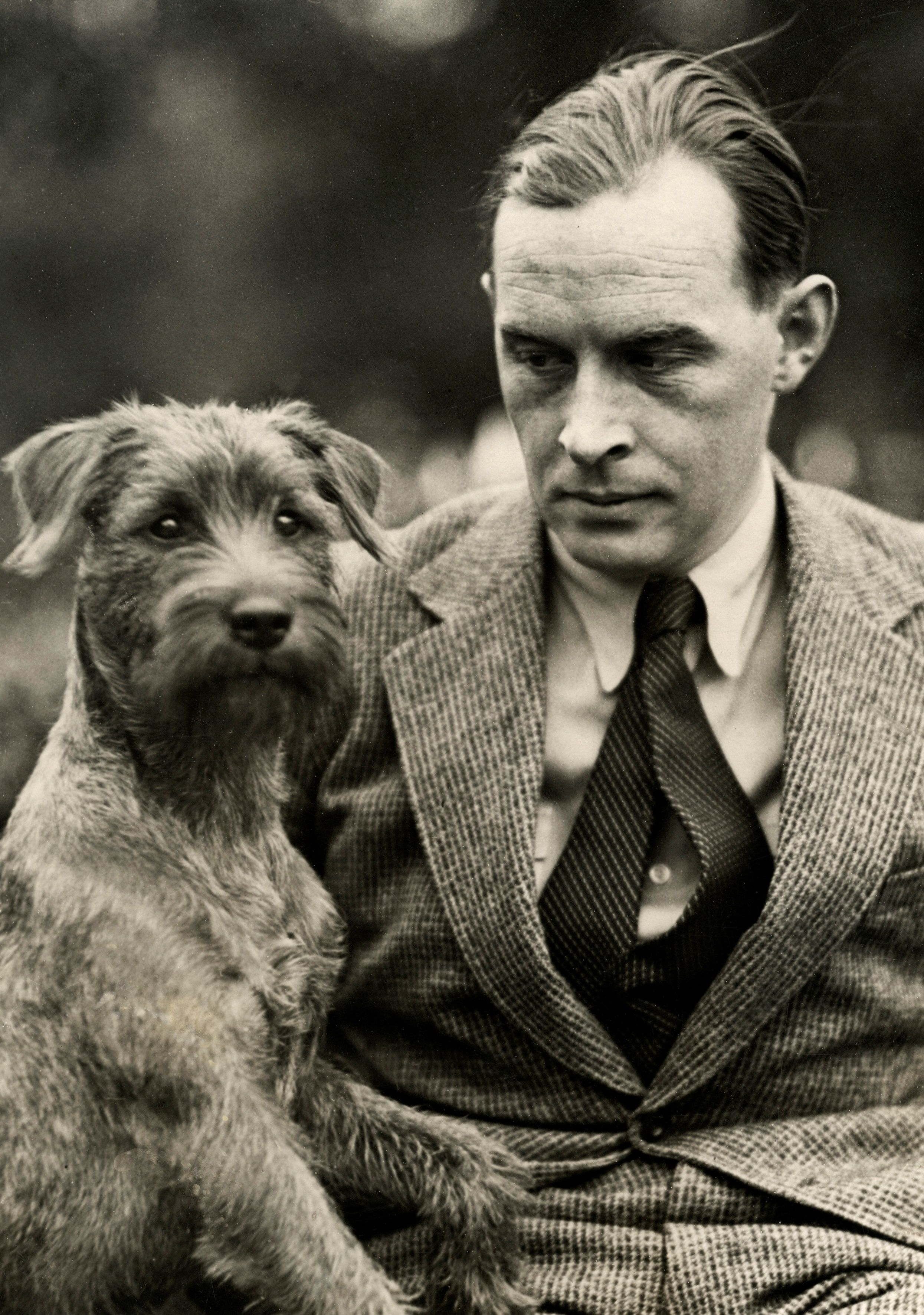
Remarque met terrier Billy, ca. 1930

#### Politiek
Door zijn oorlogservaringen was Remarque een overtuigd pacifist:
"Ik dacht dat ieder mens tegen de oorlog zou zijn, totdat ik erachter kwam dat er mensen bestaan die er vóór zijn".
Politiek actief werd hij nooit. Hij noemde zichzelf altijd 'unpolitisch' (apolitiek), al weerspiegelen zijn leven en werk zijn politieke overtuigingen en ervaringen. Door anderen werd hij bijna automatisch bij 'links' ingedeeld, maar hij sloot zich niet aan bij een partij, stond niet op de barricaden en tekende geen manifesten. In een interview zei hij het pacifisme zo vanzelfsprekend te vinden, dat een politiek programma eenvoudigweg niet nodig was. Het zou volgens hem zelfs afbreuk doen aan wat hij in zijn boeken wilde zeggen, want hij schreef geen tendensromans waarin een overtuiging over de ideale inrichting van de wereld wordt overgebracht.
Historische en politieke achtergrondbeschouwingen ontbreken in zijn werk. Remarque schreef bewust toegankelijk en ongecompliceerd en streefde ernaar oorlog, dood, gevechtshandelingen, totalitarisme, racisme, onderdrukking, vervolging, ballingschap in zijn boeken te verwerken als onderdelen van een in de eerste plaats menselijk probleem. Vandaar het weglaten van exacte plaats- en tijdsaanduidingen en vandaar ook de nadruk op persoonlijke belevenissen, gevoelens en trauma's van de romanfiguren voor wie hijzelf en zijn medesoldaten model stonden (zonder ermee samen te vallen).

#### Kerk
Remarque groeide op in een rooms-katholiek gezin. Hij bezocht katholieke scholen en opleidingen, maar na zijn ervaringen in de Eerste Wereldoorlog verloor hij wat er nog restte van het geloof waarmee hij was opgegroeid. In 1927 keerde hij de Katholieke Kerk in Duitsland officieel de rug toe. In zijn romans speelt de kerk vaak een prominente rol als zelfgenoegzame hoeder en verkondiger van eeuwige, onwrikbare waarheden. 
"Tegelijk biedt zij iets van datgene, wat vele Remarque-personages zo hartstochtelijk zoeken: een Heimat".

### Nazi-periode en Tweede Wereldoorlog

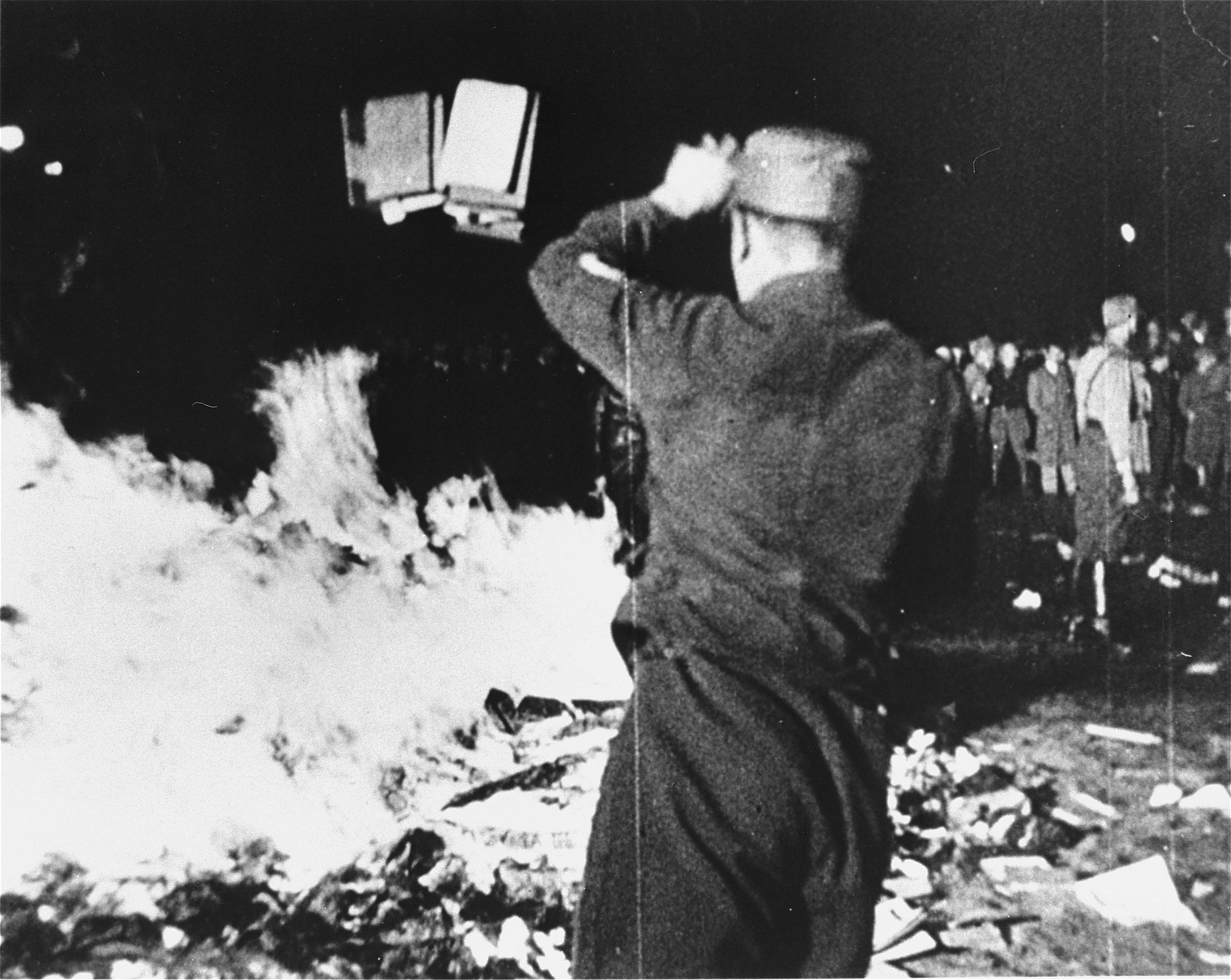
10 mei 1933: Boekverbranding in nazi-Duitsland op de Kaiser-Franz-Joseph-Platz (Opernplatz) in Berlijn

Na de machtsovername door de nationaalsocialisten werd Remarques werk in Duitsland ongewenst verklaard. Zo vielen op 10 mei 1933 in Berlijn en 33 andere steden ook zijn boeken ten prooi aan de openbare boekverbrandingen op instigatie van de Deutsche Studentenschaft (Duitse Studentenvakbond). Hierbij werd een pompeuze verklaring uitgesproken: "Tegen het literair verraad aan de soldaten van de Wereldoorlog, voor de stichting van het volk in de geest van de weerbaarheid! Ik geef de geschriften van Erich Maria Remarque prijs aan de vlammen".
De nazi's zagen zijn werk als een grove belediging van de in hun ogen glorieuze strijd van het Deutsches Heer in de Eerste Wereldoorlog. Zij verspreidden het valse propagandaverhaal dat hij van Joodse afkomst was, eigenlijk Kramer heette (gespiegeld anagram van de naam Remark) en nooit in de Eerste Wereldoorlog gediend had. Remarques werk werd in Duitsland verboden, maar kon toch in het Duits verschijnen bij buitenlandse uitgeverijen die openstonden voor 'Exilliteratur' (emigrantenliteratuur), zoals Gyldendal in Kopenhagen, Bermann-Fischer in Stockholm en Querido in Amsterdam.

#### Zwitserland
In 1938 werd hem zijn Duitse staatsburgerschap ontnomen, maar hij verbleef al sinds 1932 in Zwitserland. In Ronco sopra Ascona bewoonde hij de Casa Monte Tabor, een laat 19e-eeuwse villa met uitzicht op het Lago Maggiore, die hij gekocht had van de schilder Paul Eduard Rüdisühli. Misschien (maar misschien niet) heeft Arnold Böcklin er gewoond. Hier bood Remarque hulp aan Joodse vluchtelingen uit Duitsland.
De in ballingschap in Amsterdam wonende kunsthandelaar Walter Feilchenfeldt (zijn vriend "Feilchen") en zijn vrouw, de fotografe Marianne Breslauer, adviseerden hem bij het opbouwen van zijn kunstcollectie. Vooral in het Franse impressionisme was hij geïnteresseerd.
"In zijn villa aan het Lago Maggiore komt er met elke uitbetaling van de royaltie's van Im Westen nichts Neues ook een nieuwe Cézanne of Manet bij".

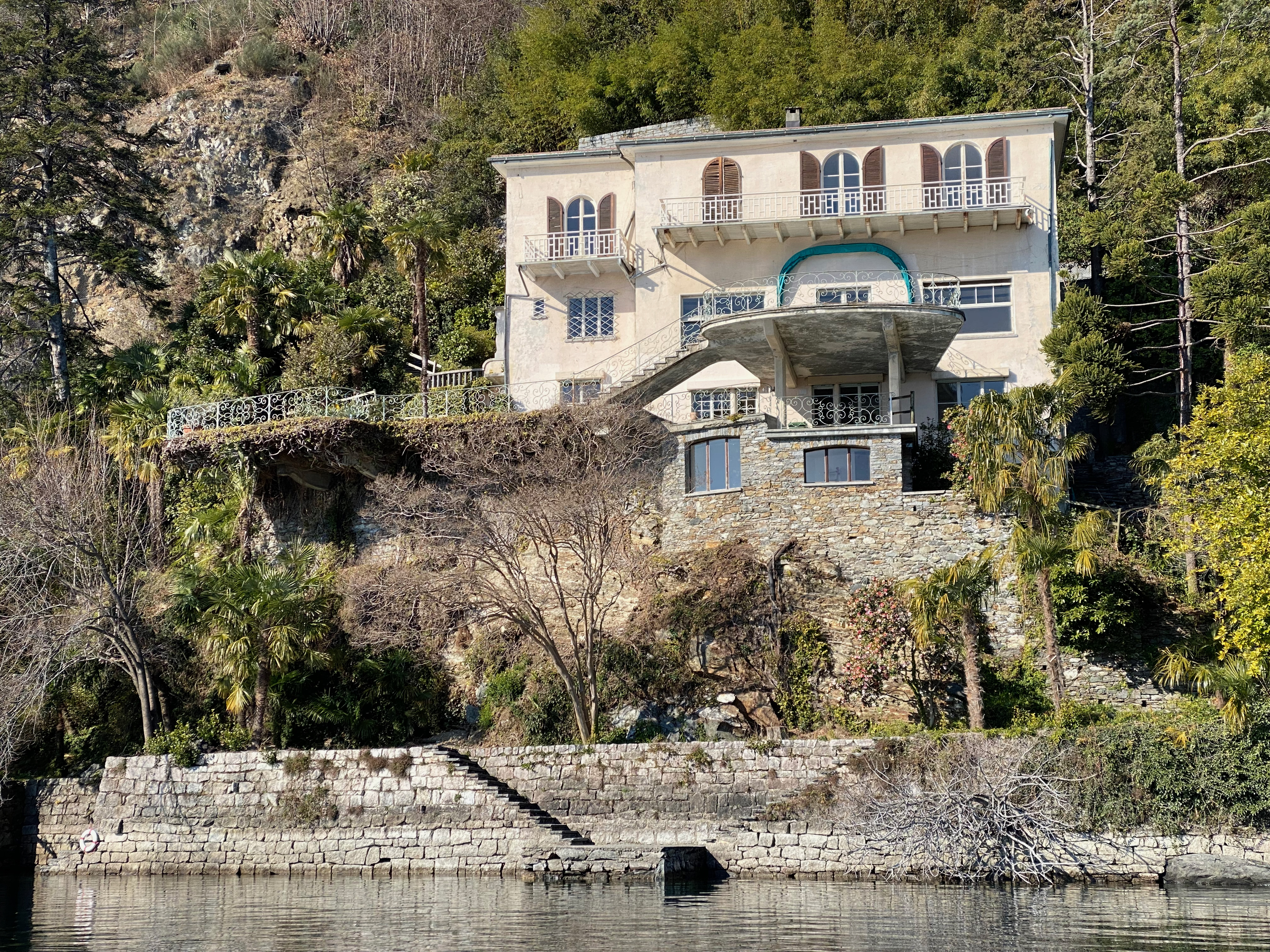
Casa Monte Tabor, Remarques Zwitserse villa aan het Lago Maggiore

In Zwitserland was hij gastheer van bevriende geestverwanten die regelmatig naar zijn villa kwamen. Tot de vele bezoekers behoorden Else Lasker-Schüler, Carl Zuckmayer, Robert Neumann, Herbert Edward Read, Arthur Koestler, Emil Ludwig, Thomas en Katia Mann, Theodor Plievier, Ludwig Renn, Ernst Toller, Joseph Roth, Franz Werfel, Annemarie Schwarzenbach, Victoria Wolff, Bruno Frank en Georg Wilhelm Pabst.

#### Vrouwen
Door het succes van Im Westen nichts Neues en de verfilming All Quiet on the Western Front (1930) kwam Remarque ("Boni") te verkeren tussen internationale beroemdheden. Hij leidde een comfortabel en mondain leven, maar vrienden observeerden dat hij rusteloos was en veel dronk.
Hij bouwde een reputatie op als vrouwenversierder. In de jaren dertig en veertig had hij verhoudingen met de actrices Hedy Lamarr, Dolores del Río, Greta Garbo, Marlene Dietrich, Maureen O'Sullivan, Claire Luce, Lupe Vélez, Natalia Palej en Sandra Rambeau. Het waren niet alleen actrices, want zijn biografen maken uitgebreid melding van "intieme relaties" met nog meer geliefden, onder wie Brigitte Neuner (zijn agent en manager), Ruth Albu (schoondochter van Arthur Schnitzler), Margot von Opel-Löwenstein (echtgenote van Fritz von Opel), danseres Frances Cain, accordeoniste Gypsy Markoff, socialite Blanche Dunn en zijn secretaresse Ellen Janssen. Deze opsomming is niet uitputtend. Een 21e-eeuwse commentator merkt ironisch op:
"Verheugend om te constateren dat blijkbaar alle vrouwen een behoorlijk lange tijd goed over deze man te spreken waren".
Niet alle verbintenissen duurden lang, maar spraakmakend waren ze wel. Vooral over de als "grenzeloos hartstochtelijk" gekenschetste affaire met Marlene Dietrich, van 1937 tot 1940, is uitvoerig geschreven. Ook hun correspondentie is uitgegeven.
Remarque leerde in 1942 ook Alma Mahler-Werfel kennen in de Verenigde Staten. Ze hielden drinkgelagen tot diep in de nacht. Hij noemde haar in zijn dagboek "een wild blond mens, gewelddadig, een zuipster". Zij schreef aan Carl Zuckmayer: "Ik heb een grote vriendschap en zuipverwantschap met Remarque gevonden. Dat is pas een kerel".
Hij woonde toen al drie jaar in de VS, waar hij de gehele periode van de Tweede Wereldoorlog doorbracht. Daardoor bleef hij lang onwetend van het lot van zijn zus Elfriede in 1943 → zie verderop in dit artikel. Het bevriende echtpaar Feilchenfeldt-Breslauer, uitgeweken van het bezette Nederland naar het neutrale Zwitserland, paste intussen op de Casa Monte Tabor. Remarque, die geen kinderen had, was peetvader van hun in 1939 geboren zoon Walter junior.

### Jaren vijftig en zestig
De roman Arc de Triomphe (1945) behandelt de situatie van staatloze vluchtelingen in het Parijs van voor de Tweede Wereldoorlog. Remarque was zelf staatloos sinds 1938, maar hij verkreeg de Amerikaanse nationaliteit in 1947. Daarna woonde hij afwisselend in Ronco sopra Ascona en Manhattan (New York). In (West-)Duitsland waagde hij zich pas weer aan het begin van de jaren vijftig; hij was er toen twintig jaar niet geweest.
Via zijn vriendschap met de actrice Brigitte Horney ging hij in 1950 langdurig in therapeutische zelfanalyse bij haar moeder, de Duits-Amerikaanse psychoanalytica Karen Horney, om zijn depressies als gevolg van shellshock kwijt te raken. De in zijn boeken verwerkte ptss-symptomen reflecteren de nasleep van zijn eigen oorlogservaringen.
De anti-oorlogsromans van zijn hand uit de jaren vijftig behielden de karakteristieke thematiek, al verschoof de focus van de zinloze verschrikkingen van de Eerste Wereldoorlog naar die van de Tweede. Dat werd hem in de Bondsrepubliek Duitsland niet in dank afgenomen. Van de roman Zeit zu leben und Zeit zu sterben (1954), over de oorlog aan het Oostfront en het leven in het Derde Rijk, werden de scherpe kanten afgehaald door uitgever Kiepenheuer & Witsch. De auteur had "walgend" ingestemd, om te voorkomen dat de uitgave zou worden afgeblazen. In het Engels, Frans, Zweeds, Deens en Nederlands (Een tijd van leven) verschenen direct vertalingen van de originele tekst, waarmee de Duitse versie kon worden vergeleken. Dagblad Die Welt constateerde: "Geschrapt werd datgene wat de onverbeterlijken en hardleersen zou kunnen ergeren". Het duurde tot 2018 voordat Remarques 'Originalfassung' ongecensureerd in het Duits verscheen.
Toen dit boek in 1957-1958 door Hollywood werd verfilmd, schreef Remarque met Orin Jannings mee aan het scenario. Hij liet zich door regisseur Douglas Sirk overhalen zelf de bijrol van 'Professor Pohlmann' te spelen. Hij vond Sirk "een buitengewoon begripvolle en kundige man. Hij wist wat hij wilde met mijn boek".

#### Paulette Goddard

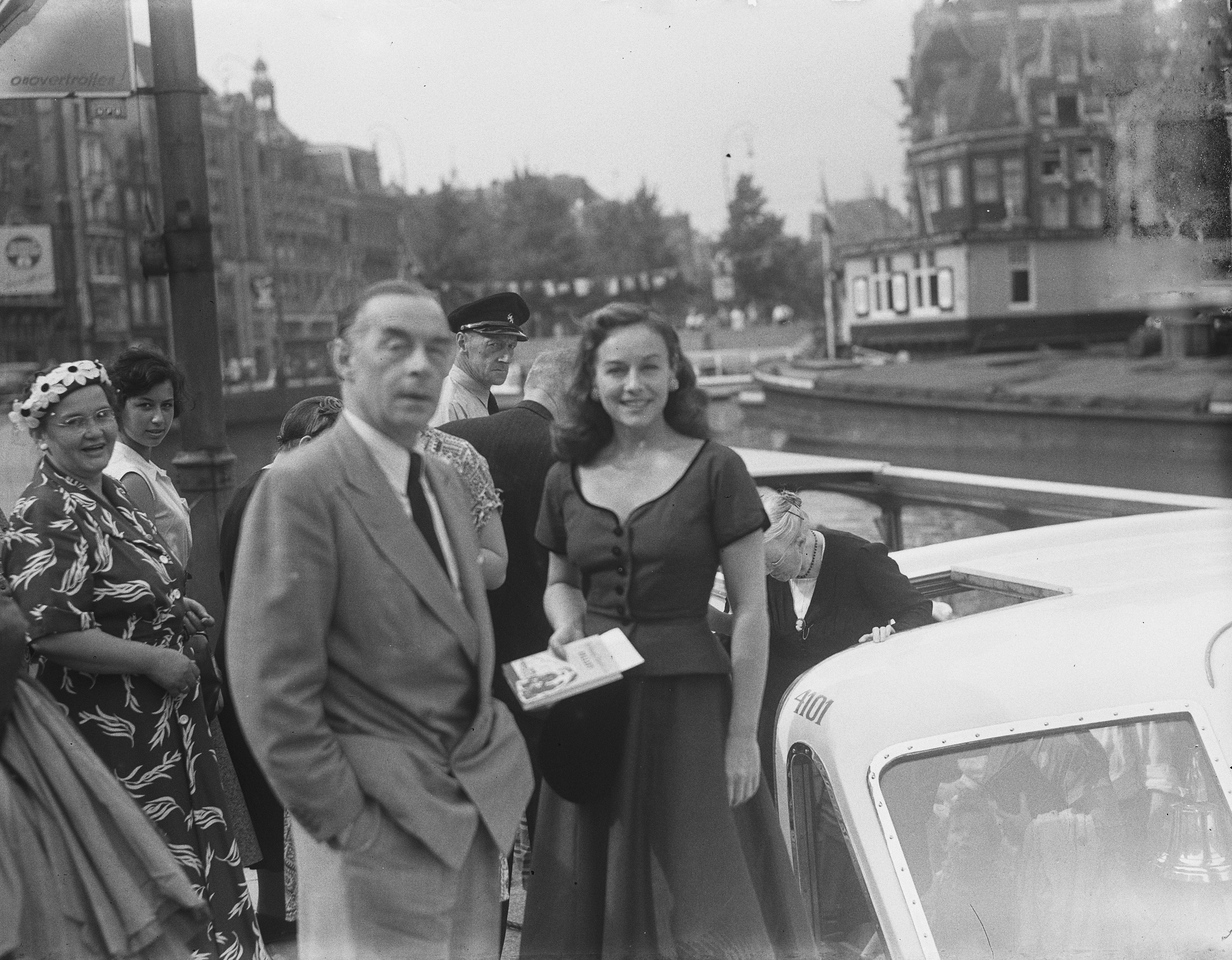
Met Paulette Goddard in Amsterdam, 1952

In 1957 werd voor de tweede keer de scheiding uitgesproken tussen Remarque en Ilse Jutta Zambona, die in 1938 in Sankt Moritz waren hertrouwd om te voorkomen dat Ilse door de Zwitsers zou worden uitgezet naar nazi-Duitsland. In 1958 trouwde hij in Branford (Connecticut) met de Amerikaanse actrice Paulette Goddard (1910-1990), die eerder gehuwd was met Charlie Chaplin en Burgess Meredith. Ze stond bekend als een voor haar tijd zeer onafhankelijke vrouw en de filmproducent David O. Selznick kenschetste haar als "dynamiet". De tijd van de rusteloze vrouwenjacht was voor Remarque voorbij: Goddard wordt "zijn grote liefde" genoemd. Ze waren al sinds de vroege jaren vijftig bij elkaar en woonden tot zijn dood huiselijk samen in Ronco sopra Ascona in de Casa Monte Tabor.
Remarques latere romans, waaronder Der Himmel kennt keine Günstlinge (1961) en Die Nacht von Lissabon (1962) werden steeds bespiegelender. De handeling wordt minder belangrijk en er worden vragen over leven en dood aan de orde gesteld.
In 1967 volgde de volledige erkenning in zijn geboorteland doordat aan hem het 'Großes Bundesverdienstkreuz' (het Grootkruis van de Orde van Verdienste van de Bondsrepubliek Duitsland) werd uitgereikt. Eerder al had hij financiële compensatie ontvangen voor de schade die hij geleden had door de Ausbürgerung, de confiscatie van zijn bezittingen en de ballingschap tijdens de nazi-periode. Van dat geld, dat hij niet nodig had maar beschouwde als terechte genoegdoening, liet hij de Casa Monte Tabor uitbreiden met een groot dakterras.

## Na zijn dood

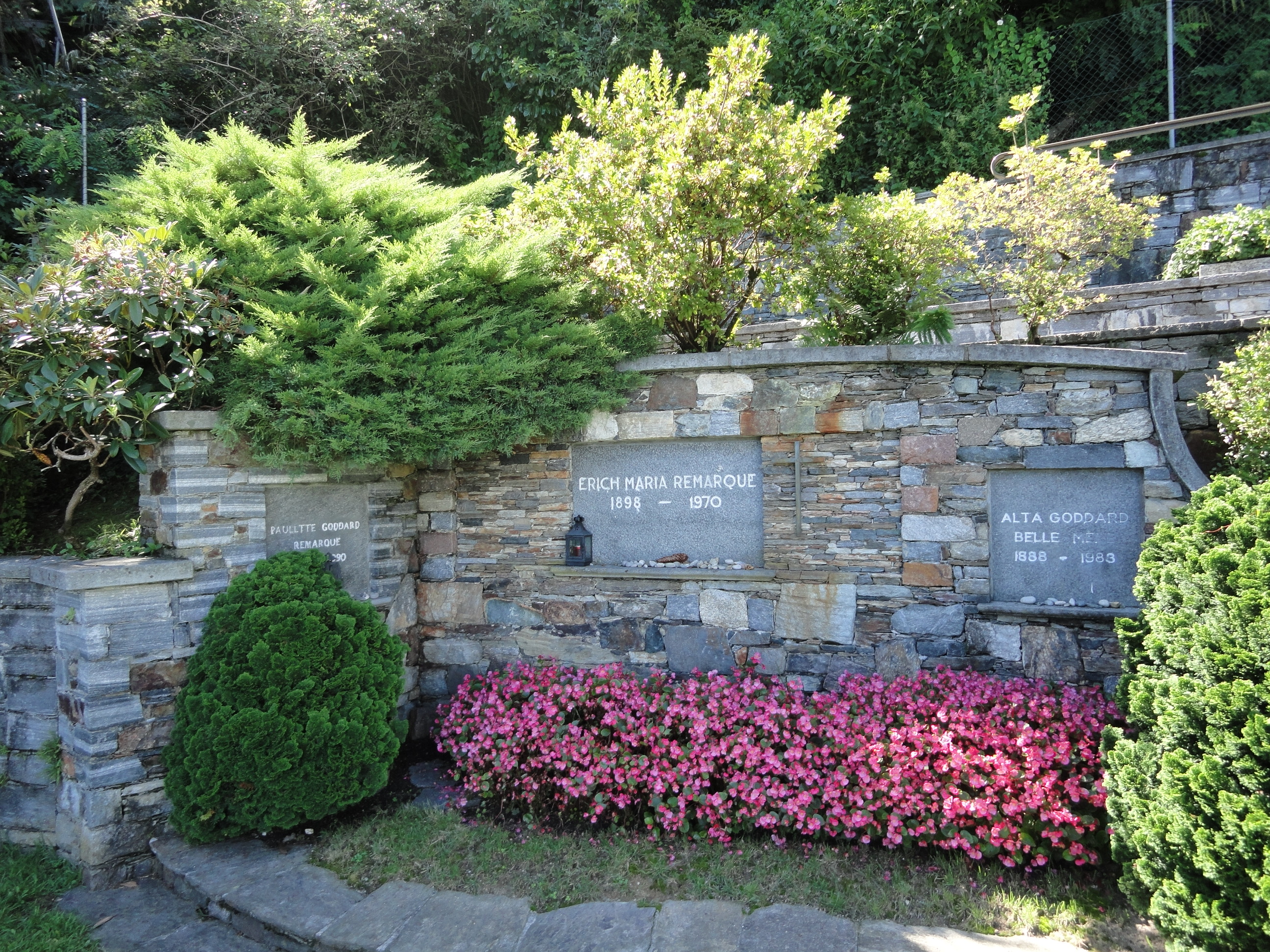
Grafmonument voor Erich Maria Remarque, Paulette Goddard en haar moeder Alta Mae Goddard in Ronco sopra Ascona

Remarque stierf op 25 september 1970 op 72-jarige leeftijd in een kliniek in Locarno aan een aneurysma van de aorta. Zijn laatste roman Das belobte Land bleef onvoltooid en verscheen in 1971 postuum in een door de uitgever sterk geredigeerde versie onder de titel Schatten im Paradies.
Paulette Goddard erfde de Casa Monte Tabor en bleef er wonen. Zijn kunstcollectie (met werk van onder anderen Degas, Manet, Monet, Van Gogh, Cézanne, Toulouse-Lautrec, Pissarro en Renoir) verkocht ze stukje bij beetje. Zijn manuscripten, archieven en correspondentie schonk ze in 1977 aan de Fales Library and Special Collections van de New York University. Die erfde na haar dood in 1990 ook 20 miljoen dollar voor de oprichting van The Remarque Institute voor Europese studies, waaraan de Britse historicus Tony R. Judt vanaf 1995 als eerste de Erich Maria Remarque-leerstoel bekleedde. 
Remarque en Goddard liggen samen op de begraafplaats van Ronco sopra Ascona, ook de laatste rustplaats van Goddards moeder Alta.
De Casa Monte Tabor is sinds 2021 eigendom van een Duits echtpaar dat de villa na een ingrijpende opknapbeurt in 2023 heeft bestemd tot een ontmoetingsplek waar de vrede moet worden bevorderd in de geest van Remarque. Diezelfde doelstelling heeft het in 1996 geopende Erich Maria Remarque-Friedenszentrum in zijn geboortestad Osnabrück. Die stad reikt sinds 1991 elke twee jaar de Erich-Maria-Remarque-Friedenspreis uit aan schrijvers, journalisten en anderen die een pacifistische boodschap uitdragen, in lijn met de idealen van Erich Maria Remarque.

## Elfriede

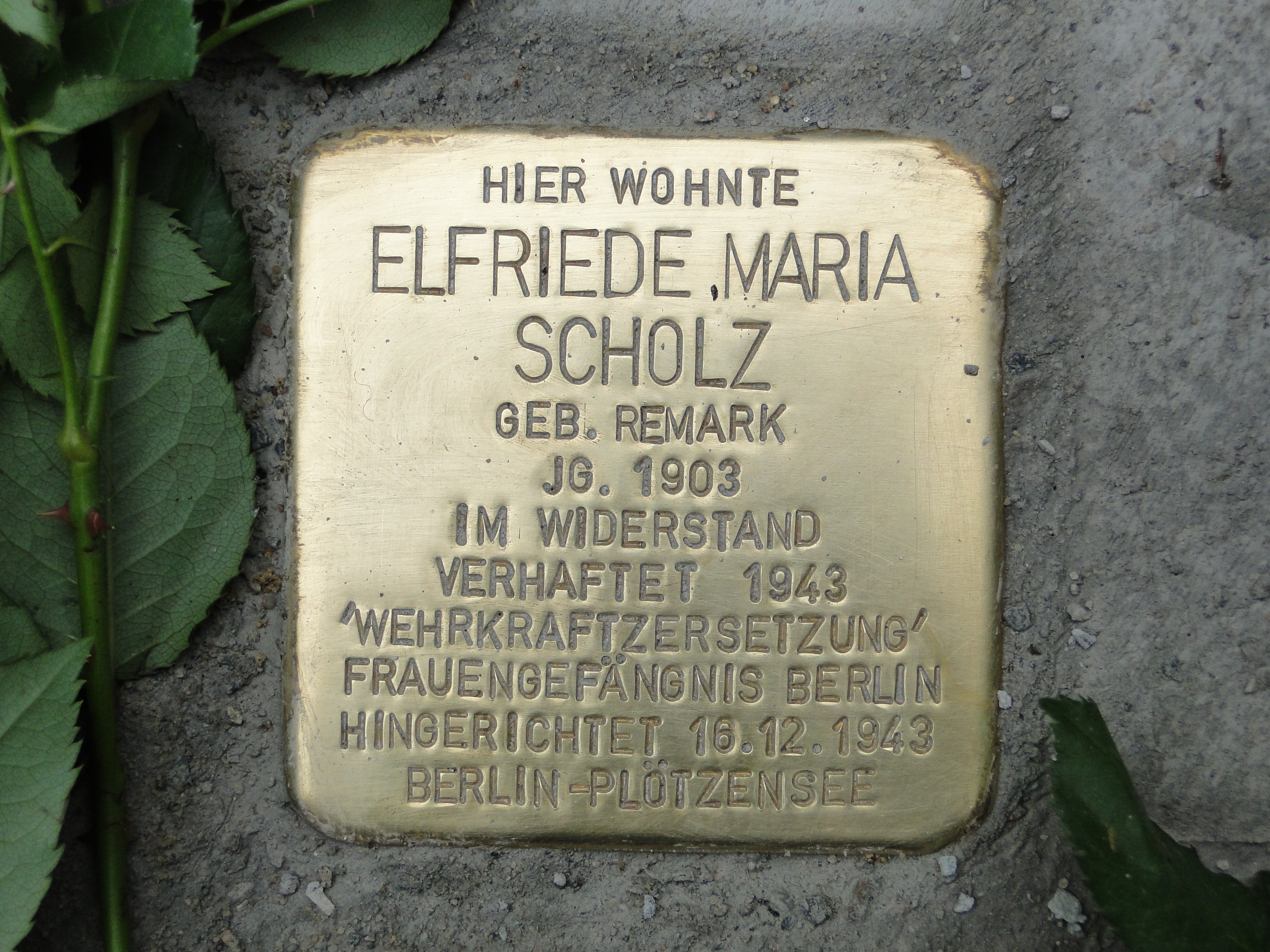
Struikelsteen voor Elfriede Maria Scholz in Dresden

Nadat Remarque voor de nazi's ongrijpbaar was geworden door naar Amerika uit te wijken, vond in 1943 buiten zijn medeweten in nazi-Duitsland een schokkende gebeurtenis in zijn familie plaats. Zijn jongste zuster Elfriede Maria Scholz (geboren Remark), 40-jarige moeder van twee kinderen en even pacifistisch en antifascistisch als hij, werd gearresteerd door de Gestapo en aangeklaagd door het Volksgerichtshof op beschuldiging van "ondermijning van het moreel". Een klant van haar kleermakersatelier in Dresden had verraden dat ze gezegd zou hebben dat de oorlog een verloren zaak was. Ook had ze Adolf Hitler een idioot genoemd. De president van het hof Roland Freisler, die berucht was om zijn geschreeuw tegen de verdachten en de meedogenloze vonnissen die hij velde, voegde haar toe: "Uw broer is ons helaas ontsnapt, maar ú ontkomt ons níet!". Daaruit viel te concluderen dat wraak op Remarque het eigenlijke doel was. Ze werd veroordeeld en op 16 december 1943 onthoofd. De kosten van de terechtstelling (395 Reichsmark) werden in rekening gebracht bij haar zuster Erna Remark.
De in de VS verblijvende Remarque kwam pas na de oorlog op de hoogte van het lot van zijn zuster. Hij voelde zich voor de rest van zijn leven schuldig aan haar dood. In 1952 droeg hij zijn pas voltooide roman Der Funke Leben, die de situatie in een concentratiekamp kort voor de bevrijding beschrijft, op aan haar nagedachtenis, maar de opdracht werd weggelaten uit de Duitse versie omdat er nog steeds Duitsers waren die haar als een verraadster zagen.
Met als advocaat Robert Kempner (voormalig aanklager bij de processen van Neurenberg) probeerde hij de nazi-aanklagers en de rechters die Elfriede veroordeeld hadden te laten vervolgen en bestraffen in de Duitse Bondsrepubliek. De hoofdverantwoordelijke Roland Freisler was al in 1945 omgekomen bij een bombardement op Berlijn. De zaak werd uiteindelijk afgewezen door het West-Berlijnse 'Kammergericht' (Oberlandesgericht), precies op de dag van Remarques dood in 1970. Pas 55 jaar na haar terechtstelling werd de veroordeling van Elfriede Scholz in 1998 ongedaan gemaakt en in 2002 werd zij postuum gerehabiliteerd.

## Werken
- 1920: Die Traumbude. Ein Künstlerroman[1] (Nederlandse vertaling: Het droomkasteel)
- 1928: Station am Horizont (in afleveringen verschenen)
- 1929: Im Westen nichts Neues (Ned. vert.: Van het westelijk front geen nieuws)
- 1931: Der Weg zurück (Ned. vert.: De weg terug)
- 1931: Der Feind, korte verhalen
- 1937: Drei Kameraden (in Amsterdam in het Duits gepubliceerd) (Ned. vert.: Drie kameraden)
- 1939: Liebe deinen Nächsten (in het Engels: Flotsam; Ned. vert.: Hebt uw naasten lief)
- 1945: Arc de Triomphe (oorspronkelijk in Zürich gepubliceerd)
- 1952: Der Funke Leben (Ned. vert.: De boog der sterken)
- 1954: Zeit zu leben und Zeit zu sterben (Ned. vert.: Een tijd van leven)[34]
- 1955: Der letzte Akt, toneelstuk
- 1956: Der schwarze Obelisk
- 1956: Die letzte Station, toneelstuk
- 1959: Geborgtes Leben, tot roman omgewerkt filmscript voor Das letzte Leben der Lillian Dunquerke
- 1961: Der Himmel kennt keine Günstlinge (Ned. vert.: De hemel kent geen gunstelingen)
- 1962: Die Nacht von Lissabon (Ned. vert.: De nacht in Lissabon)

#### Postuum gepubliceerd
- 1971: Schatten im Paradies (Ned. vert.: Schimmen in het paradijs), ongeautoriseerde versie van de onvoltooide roman Das gelobte Land
- 1988: Die Heimkehr des Enoch J. Jones, toneelstuk
- 1994: Ein militanter Pazifist, teksten en interviews 1929-1966, bezorgd door Thomas F. Schneider
- 1998: Das unbekannte Werk. Vroeg proza, onuitgegeven werk, brieven en dagboeken. Vijf delen bezorgd door Thomas F. Schneider en Tilman Westphalen.
- 2001: Herbstfahrt eines Phantasten, vertellingen en essays, bezorgd door Thomas F. Schneider

## Verfilmingen

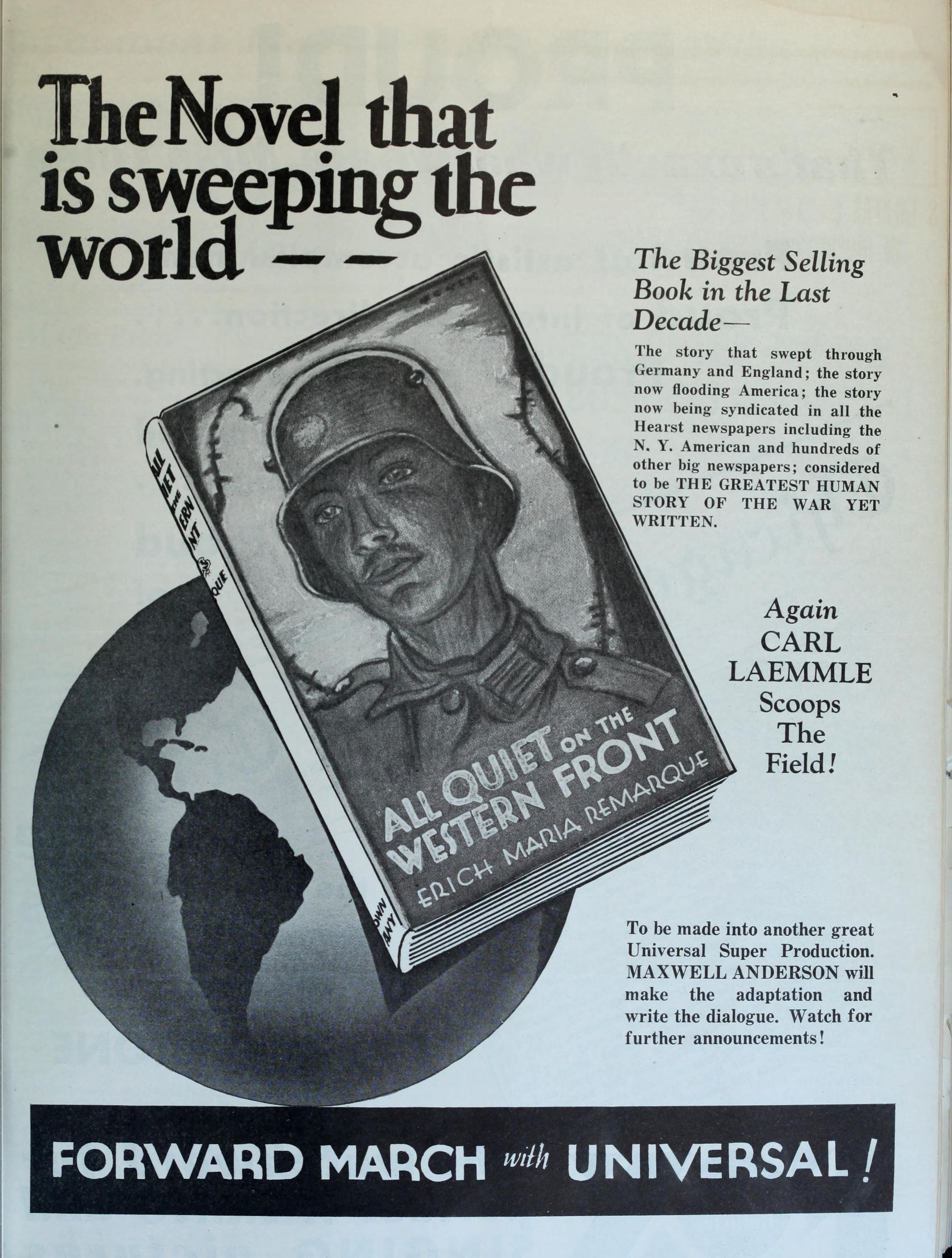
Filmaankondiging uit 1929 voor All Quiet on the Western Front (1930)

Er zijn minstens achttien verfilmingen van boeken van Erich Maria Remarque gemaakt. Een selectie:
- All Quiet on the Western Front (1930), verfilming onder regie van Lewis Milestone van Im Westen nichts neues.
- Three Comrades (1938), verfilming door Frank Borzage met een scenario van F. Scott Fitzgerald.
- So Ends Our Night (1941), verfilming door John Cromwell van Liebe deinen Nächsten.[51]
- Arch of Triumph (1948), verfilming door Lewis Milestone.
- A Time to Love and a Time to Die (1958), verfilming door Douglas Sirk van Zeit zu leben und Zeit zu sterben, met een bijrol van Remarque zelf.
- Bobby Deerfield (1977), verfilming door Sydney Pollack van Der Himmel kennt keine Günstlinge.
- All Quiet on the Western Front (1979), tweede filmversie, geregisseerd door Delbert Mann.
- Im Westen nichts Neues (2022), derde filmadaptatie op Netflix, geregisseerd door Edward Berger.

## Secundaire literatuur

#### Duitstalig
- Tilman Westphalen (red.): Erich Maria Remarque 1898–1970. Rasch, Osnabrück, 1988.
- Thomas F. Schneider: Erich Maria Remarque. Ein Chronist des 20. Jahrhunderts. Eine Biographie in Bildern und Dokumenten. Rasch, Osnabrück, 1991.
- Ruth Marton: Mein Freund Boni. Erinnerungen an Erich Maria Remarque. Kiepenheuer & Witsch, Köln, 1998.[52]
- Wilhelm von Sternburg: "Als wäre alles das letzte Mal". Erich Maria Remarque. Eine Biographie. Kiepenheuer & Witsch, Köln, 1998.
- Thomas F. Schneider: Unabhängigkeit, Toleranz, Humor : Erich Maria Remarque, 1898-1970. Universitätsverlag Rasch, Osnabrück, 2001.
- Mariana Parvanova: "Das Symbol der Ewigkeit ist der Kreis". Eine Untersuchung der Motive in den Romanen von Erich Maria Remarque. Tenea, Berlin, 2003.
- Heinrich Placke: Die Chiffren des Utopischen. Zum literarischen Gehalt der politischen 50er-Jahre-Romane Remarques. V&R unipress, Göttingen, 2004.
- Denis Herold: Formen und Funktionen der Neuen Sachlichkeit in Erich Maria Remarques Romanen. Tectum, Marburg, 2012.
- Hans Boeters: Krieg und Liebe: Erich Maria Remarque und die Frauen (historische fictie). Benevento, Elsbethen, 2018
- Gabriele Katz: Liebe mich! Erich Maria Remarque und die Frauen. Ebersbach & Simon, Berlin, 2018.
- Heinrich Thies:  Die verlorene Schwester. Elfriede und Erich Maria Remarque. Eine Doppelbiografie. Aufbau Verlag, Berlin, 2020.
- Thomas Hüetlin: "Man lebt sein Leben nur einmal". Marlene Dietrich und Erich Maria Remarque – die Geschichte einer grenzenlosen Leidenschaft. Kiepenheuer & Witsch, Köln, 2024.

#### Engelstalig
- Christine R. Barker, R.W. Last: Erich Maria Remarque. Berg, Oxford, 1979.
- C.R. Owen: Erich Maria Remarque: a Critical Bio-Bibliography. Rodopi, Amsterdam, 1984.
- Hans Wagener: Understanding Erich Maria Remarque. University of South Carolina Press, Columbia, S.C., 1991.
- Julie Gilbert: Opposite Attraction: The Lives of Erich Maria Remarque and Paulette Goddard. Pantheon Books, New York, 1995.
- Hilton Tims: Erich Maria Remarque: The Last Romantic. Da Capo Press, Boston, 2003.
- Brian Murdoch: The Novels of Erich Maria Remarque. Sparks of Life. Camden House, New York & Woodbridge, 2006.